# Classica di Amburgo 1998
La Classica di Amburgo 1998 (ufficialmente HEW Cyclassics per motivi di sponsorizzazione), terza edizione della corsa, si svolse il 15 agosto 1998 su un percorso di 253 km. Fu vinta dall'olandese Léon van Bon, che terminò la gara in 6h 09' 28" imponendosi in una volata di gruppo davanti all'italiano Michele Bartoli e al belga Ludo Dierckxsens.
Alla partenza erano presenti 165 ciclisti, dei quali 99 completarono la gara.

## Percorso
La gara si corse su un percorso di 253,3 km attraverso la città di Amburgo e la campagna circostante, prevalentemente pianeggiante e adatto ai velocisti.

## Squadre e corridori partecipanti
| Cod. | Squadra                        |
| ---- | ------------------------------ |
| AGR  | Agro-Adler-Brandenburg         |
| ASI  | Asics-CGA                      |
| BAL  | Ballan                         |
| CTA  | Cantina Tollo-Alexia Alluminio |
| CAS  | Casino-Ag2r                    |
| COF  | Cofidis                        |
| C.A  | Crédit Agricole                |
| CON  | Die Continentale-Olympia       |
| FES  | Festina-Lotus                  |
| FDJ  | Française des Jeux             |
| GST  | Gerolsteiner                   |
| LOT  | Lotto-Mobistar                 |

| Cod. | Squadra                          |
| ---- | -------------------------------- |
| MAP  | Mapei-Bricobi                    |
| RAB  | Rabobank                         |
| SAE  | Saeco-Cannondale                 |
| SCR  | Scrigno-Gaerne                   |
| TEL  | Team Deutsche Telekom            |
| JAC  | Team Home-Jack & Jones           |
| NUR  | Team Nürnberger                  |
| PLT  | Team Polti                       |
| TVM  | TVM-Farm Frites                  |
| USP  | US Postal Service                |
| VIT  | Vitalicio Seguros-Grupo Generali |

## Ordine d'arrivo (Top 10)
| Pos. | Corridore          | Squadra     | Tempo    |
| ---- | ------------------ | ----------- | -------- |
| 1    | Léon van Bon       | Rabobank    | 6h09'28" |
| 2    | Michele Bartoli    | Asics-CGA   | s.t.     |
| 3    | Ludo Dierckxsens   | Lotto       | s.t.     |
| 4    | Salvatore Commesso | Saeco       | s.t.     |
| 5    | Nico Mattan        | Mapei       | s.t.     |
| 6    | Christophe Mengin  | F. des Jeux | s.t.     |
| 7    | Michael Rich       | Saeco       | s.t.     |
| 8    | Christian Wegmann  | Continent.  | s.t.     |
| 9    | Jan Ullrich        | Deutsche T. | s.t.     |
| 10   | Paul Van Hyfte     | Lotto       | s.t.     |